# Institute of Electrical and Electronics Engineers
IEEE (meist als „i triple e“ [ai trɪpl i:] gesprochen; Abkürzung für Institute of Electrical and Electronics Engineers) ist ein weltweiter Berufsverband von Ingenieuren, Technikern, (Natur-)Wissenschaftlern und angrenzender Berufe hauptsächlich aus den Bereichen Elektrotechnik und Informationstechnik. Es hat seinen juristischen Sitz in New York City und seine Betriebszentrale in Piscataway, New Jersey. Es ist Veranstalter von wissenschaftlichen Fachtagungen, Herausgeber diverser akademischer Fachzeitschriften und bildet Gremien für die Standardisierung von Techniken, Hardware und Software. Wissenschaftlichen Beiträgen in Fachzeitschriften oder zu Konferenzen des IEEE wird im Allgemeinen eine besonders hohe fachliche Güte unterstellt. Mit Veröffentlichungen wie der Mitgliederzeitschrift IEEE Spectrum setzt sich die Organisation auch für eine fachübergreifende Information und die Diskussion der gesellschaftlichen Auswirkungen neuer Technologien ein.

## Allgemein

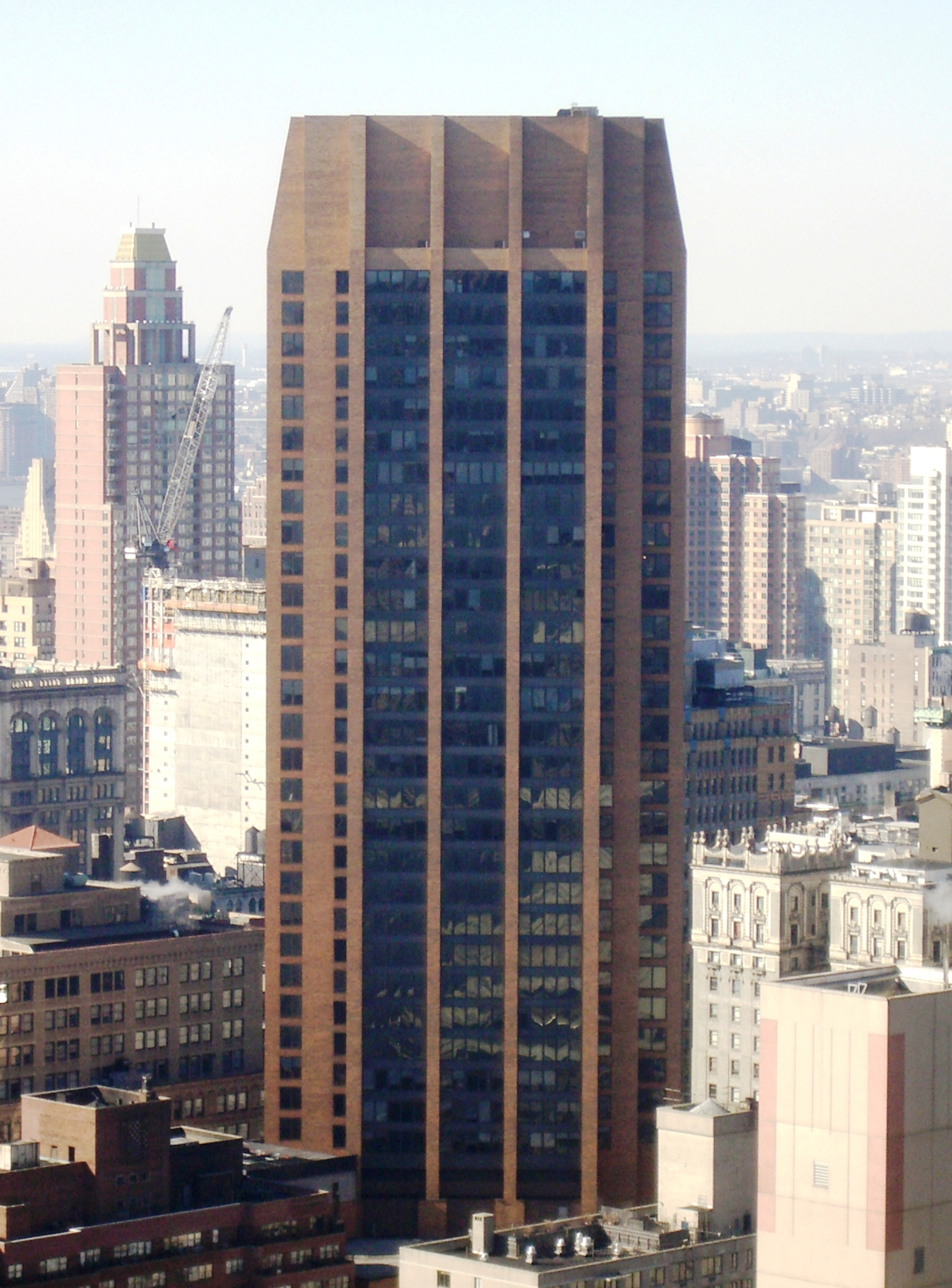
IEEE-Zentrale in New York City

Das IEEE ist im Jahr 2021 mit über 400.000 Mitgliedern in über 160 Ländern der größte technische Berufsverband der Welt. Es gliedert sich organisatorisch in 342 Sektionen aus 10 geografischen Regionen in 2562 Ortsgruppen (Chapter genannt), sowie thematisch in 39 so genannte Societies und 10 technische Komitees, die sich mit ihren Fachgebieten auseinandersetzen. Die Besetzung des Vorstands wechselt jährlich. Neben den Sektionen im deutschsprachigen Raum gibt es auch Kooperationen mit nationalen Partnerverbänden im deutschsprachigen Raum, wie z. B. dem VDE.
Das IEEE entstand am 1. Januar 1963 aus dem Zusammenschluss der beiden amerikanischen Ingenieursverbände American Institute of Electrical Engineers (AIEE) und Institute of Radio Engineers (IRE). Aber bereits damals waren nicht nur Ingenieure Mitglieder und es lebten bereits 1/15 der Ingenieure außerhalb der USA.
Sein Logo zeigt stilisiert die Korkenzieherregel des Elektromagnetismus innerhalb einer auf die Ecke gestellten Raute. Diese Raute symbolisiert den Drachen, mit dem Benjamin Franklin gezeigt hat, dass Blitze eine Form elektrischer Energie sind. Die Korkenzieherregel wurde vom IRE übernommen, während der Drachen (die Raute) vom AIEE mitgebracht wurde.
Das IEEE verleiht jährlich Preise und Medaillen (IEEE Medal of Honor und eine Reihe von IEEE Technical Field Awards) an Wissenschaftler, die außerordentliche Leistungen auf ihrem Gebiet vollbringen. Dazu gehören die IEEE Alexander Graham Bell Medal, der IEEE Morris N. Liebmann Memorial Award, der IEEE Daniel E. Noble Award, der IEEE Emanuel R. Piore Award, der Eckert-Mauchly Award, der IEEE Masaru Ibuka Consumer Electronics Award, der John Tyndall Award, die IEEE Jun-ichi Nishizawa Medal, die Robert N. Noyce Medal, der Knuth-Preis, der W. Wallace McDowell Award, der Seymour Cray Computer Engineering Award, die Richard-W.-Hamming-Medaille, die IEEE Edison Medal, der IEEE Andrew S. Grove Award (Nachfolger des IEEE Jack A. Morton Award), der J. J. Ebers Award, der Quantum Electronics Award, die John-von-Neumann-Medaille und die IEEE Jack S. Kilby Signal Processing Medal.

## IEEE-Societies
Das IEEE ist thematisch in 39 Societies untergliedert, welche sich mit verschiedenen Detailthemen gezielt auseinandersetzen. Die einzelnen Societies haben ihre eigenen Periodika und halten auch spezielle Konferenzen zu ihrem Fachbereich ab.
| - IEEE Aerospace and Electronic Systems Society - IEEE Antennas & Propagation Society - IEEE Broadcast Technology Society - IEEE Circuits and Systems Society - IEEE Communications Society - IEEE Components, Packaging & Manufacturing Technology Society - IEEE Computational Intelligence Society - IEEE Computer Society - IEEE Consumer Electronics Society - IEEE Control Systems Society - IEEE Dielectrics & Electrical Insulation Society - IEEE Education Society - IEEE Electromagnetic Compatibility Society - IEEE Electron Devices Society - IEEE Engineering in Medicine and Biology Society - IEEE Geoscience and Remote Sensing Society - IEEE Industrial Electronics Society - IEEE Industry Applications Society - IEEE Information Theory Society - IEEE Instrumentation & Measurement Society | - IEEE Intelligent Transportation Systems Society - IEEE Magnetics Society - IEEE Microwave Theory and Techniques Society - IEEE Nuclear and Plasma Sciences Society - IEEE Oceanic Engineering Society - IEEE Photonics Society - IEEE Power Electronics Society - IEEE Power & Energy Society - IEEE Product Safety Engineering Society - IEEE Professional Communication Society - IEEE Reliability Society - IEEE Robotics and Automation Society - IEEE Signal Processing Society - IEEE Society on Social Implications of Technology - IEEE Solid-State Circuits Society - IEEE Systems, Man & Cybernetics Society - IEEE Ultrasonics, Ferroelectrics & Frequency Control Society - IEEE Vehicular Technology Society - IEEE Technology and Engineering Management Society - Proceedings of the IEEE |

## Rangstufen der Mitglieder
Mitglied des IEEE wird man, abhängig vom Stand der Ausbildung, als Student member, Professional member (kurz: Member) oder als Associate member. Darüber hinaus gibt es die folgenden „Ränge“ (englisch Membership grades):
- Senior Member: Bei Erfüllung gewisser Voraussetzungen, wie Verdienste in Lehre oder Wissenschaft, beispielsweise nachgewiesen durch einschlägige Veröffentlichungen, sowie Vorliegen von mindestens drei Empfehlungsschreiben durch Senior, Fellow, oder Honorary Members, kann ein Mitglied sich für diesen Rang bewerben.
- Fellow Member: Der Rang eines IEEE Fellow ist der höchste zu vergebende. Ihn erhält ein Senior Member für außerordentliche Verdienste allein durch das IEEE Board of Directors nach Nominierung durch andere. Ein Mitglied kann sich nicht selbst um diesen Rang bewerben.
- Honorary Member: Personen, die nicht Mitglied des IEEE sind, aber außerordentliche Verdienste errungen haben, beispielsweise nachgewiesen durch Verleihung der IEEE Medal of Honor, können durch das IEEE Board of Directors diesen Rang verliehen bekommen.
- Life Member, Life Senior Member und Life Fellow: Mitglieder, die das 65. Lebensjahr vollendet haben und deren Anzahl der Jahre ihrer Mitgliedschaft im IEEE plus ihre Lebensjahre mindestens 100 ergibt, erhalten den Zusatz Life zu ihrem Grad.

## IEEE-Standardisierungen (Auswahl)
- IEEE 488 – Bussystem für Peripheriegeräte (GPIB)
- IEEE 610 – Standard Glossary of Software Engineering Terminology
- IEEE 696 – Standard Specification for S-100 Bus Interface Devices
- IEEE 730 – Standard for Software Quality Assurance Plans
- IEEE 730.1 – Guide for Software Quality Assurance Planning
- IEEE 754 – Gleitkomma-Arithmetik-Spezifikationen
- IEEE 802 – LAN/MAN
- IEEE 802.3 – Ethernet
- IEEE 802.11 – Wireless LAN
- IEEE 802.15 – Wireless Personal Area Network, u. a. Bluetooth
- IEEE 802.16 – Broadband Wireless Access
- IEEE 828 – Standard for Software Configuration Management Plans
- IEEE 829 – Standard for Software and System Test Documentation
- IEEE 830 – Software Requirements Specification
- IEEE 982.1 – Standard Dictionary of Measures of the Software Aspects of Dependability
- IEEE 1003 – POSIX
- IEEE 1008 – Standard for Software Unit Testing
- IEEE 1012 – Software Validation & Verification Plan
- IEEE 1016 – Software Design Description
- IEEE 1028 – Standard for Software Reviews and Audits
- IEEE 1042 – Guide to Software Configuration Management
- IEEE 1044 – Standard Classification for Software Anomalies
- IEEE 1044.1 – Guide to Classification for Software Anomalies
- IEEE 1058 – Software Project Management Plan
- IEEE 1059 – Guide for Software Verification and Validation Plans
- IEEE 1061 – standard for a software quality metrics methodology
- IEEE 1062 – Recommended Practice for Soft-ware Acquisition
- IEEE 1063 – Standard for Software User Documentation
- IEEE 1076 – Very High Speed Integrated Circuit Hardware Description Language
- IEEE 1149.1 – JTAG
- IEEE 1196 – NuBus
- IEEE 1209 – recommended practice for the Evaluation and Selection of Computer-Aided Software Engineering (CASE) tools
- IEEE 1228 – Standard for Software Safety Plans
- IEEE 1233 – Guide for Developing System Requirements Specifications
- IEEE 1275 – Open Firmware
- IEEE 1284 – Parallele Schnittstelle
- IEEE 1348 – Recommended Practice for the Adaption of Computer-Aided Software Engineering (CASE) Tools
- IEEE 1355 – Standard for Heterogeneous InterConnect (HIC) (Low-Cost, Low-Latency Scalable Serial Interconnect for Parallel System Construction)
- IEEE 1394 – FireWire/i.Link Bussysteme
- IEEE 1451 – Intelligente Sensorik im Netzwerk
- IEEE 1471 – IEEE Recommended Practice for Architectural Description of Software-Intensive Systems
- IEEE 1516 – Standard for Modeling and Simulation (M&S) High Level Architecture (HLA)
- IEEE 1588 – Precision Time Protocol (PTP, auch IEC 61588)
- IEEE 1613 – Environmental and Testing Requirements for Communications Networking Devices Installed in Electric Power Substations (Anforderungen an Kommunikationsequipment in Umspannwerken)
- IEEE 1680 – Environmental performance criteria for desktop personal computers, notebook personal computers and personal computer displays
- IEEE 15288 – Systems and software engineering — System life cycle processes

Alle bei Wikipedia beschriebenen IEEE-Standardisierungen sind in der Kategorie IEEE-Normen zusammengefasst. Während bei IEEE nur entsprechend qualifizierte Personen Mitglied sein können, gibt es in der Standardisierungsorganisation auch die Option der Mitgliedschaft von Firmen.

## Online-Bibliothek
Unter dem Namen IEEE Xplore Digital Library betreibt IEEE eine sehr umfassende Bibliothek der eigenen über 100 Fachzeitschriften, von Konferenzpublikationen sowie Veröffentlichungen von Partnerorganisationen in den Interessensgebieten von IEEE. Darin sind über 3,5 Millionen englischsprachige Suchbegriffe und Inhalte gespeichert. Zusammenfassungen können gratis abgerufen werden. Der Volltext von Publikationen kann entweder über ein Abonnement oder durch einmalige Zahlung online erworben werden.

## Verbundene Organisationen

### Archiv der Elektrotechnik und Informationstechnik
Von 2008 bis 2014 organisierte IEEE den IEEE Global History Network (IEEE GHN) mit dem Ziel, die Geschichte der Elektrotechnik und Informationstechnik zu dokumentieren, aufzuarbeiten und zu erklären. Erinnerungen und kollektives Wissen über den geschichtlichen Ablauf sollen über das Internet der Öffentlichkeit zugänglich gemacht werden.

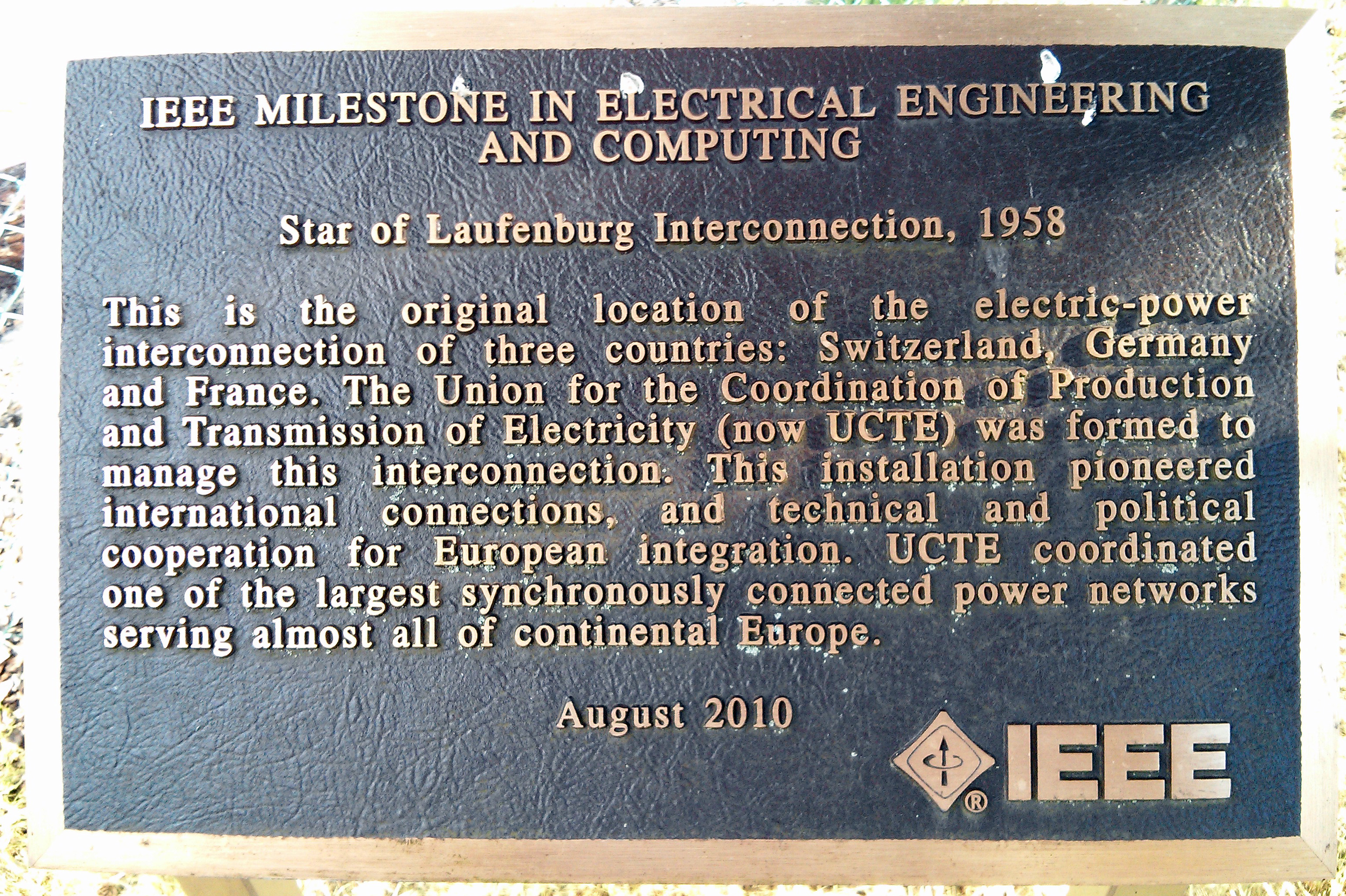
IEEE-Meilenstein in Laufenburg zur Erinnerung an die Netzkupplung Schweiz–Deutschland–Frankreich (UCPTE 1958)

- IEEE hat ein Programm zur Auszeichnung von Milestones (Meilensteinen). Heute umfasst die entsprechende Sammlung über hundert bestätigte Meilensteine, die Geräte, Arbeiten und Patente der weltweiten Elektrotechnik und Informatik würdigen, die für die Menschheit bahnbrechende technische Errungenschaften gebracht haben.
- IEEE-Meilensteine können von jedem IEEE-Mitglied vorgeschlagen werden. Anträge werden durch eine IEEE-Organisationseinheit gestellt und gefördert. Voraussetzung ist, dass die Ereignisse mindestens 25 Jahre zurückliegen. Nach der Empfehlung durch die IEEE-Geschichtskommission ist die Zustimmung des IEEE-Direktionskollegiums erforderlich. Daraufhin wird mit einer Gedenkfeier an Ort und Stelle des Meilensteins gedacht.
- Beispiele von Meilensteinen in Europa:
  - Entdeckung der Supraleitung[13]
  - Kopplung der Stromversorgungsnetze von Deutschland, Frankreich und der Schweiz[14]
  - Entwicklungsarbeiten für erste elektronische Quarz-Armbanduhr.[15]
- Die komplette Liste der IEEE-Meilensteine wird von IEEE und ETHW nachgeführt und kann eingesehen werden.[16]

Wohl bisher einzigartig ist, dass Erfinder, Ingenieure und Wissenschaftler ihre persönlichen Erinnerungen und Erfahrungen in diesem Rahmen als First-Hand History veröffentlichen können.
Auf Anfang 2015 hat sich der IEEE GHN der größeren Organisation Engineering and Technology History Wiki (ETHW) angeschlossen, welche weitere Fachgebiete des Ingenieurwesens umfasst.

### IEEE-HKN
Seit 1. September 2010 ist die Honor Society Eta Kappa Nu Teil von IEEE geworden. Die Abkürzung ΗΚΝ steht für die drei griechischen Anfangsbuchstaben, wobei Eta im Englischen nicht E (Epsilon), sondern H entspricht.